# Olaus Magnus
Olaus Magnus, ou Magni - cujo nome original sueco era Olof Månsson - (Linköping, Suécia, outubro de 1490 — Roma, Itália, 1 de agosto de 1557) foi um cartógrafo, escritor e eclesiástico sueco, pioneiro no desenvolvimento de trabalhos sobre a Suécia e os países nórdicos. Foi o último arcebispo católico da Suécia, exilado em Roma, de 1524 até à sua morte em 1557.
O seu sobrenome, do latim Magnus, não é seu apelido, mas sim o nome de sua família.

## Biografia

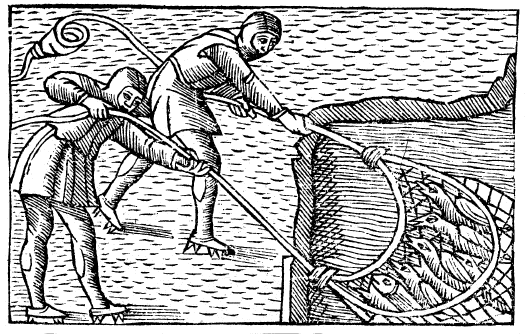
Exemplo de pesca no gelo, ilustração de Historia de gentibus septentrionalibus

Como seu irmão mais velho, o arcebispo católico Johannes Magnus, Olaus Magnus obteve diversas posições eclesiásticas.  Entre elas a de cônego em Uppsala e Linköping, e de arquidiácono de Estregnésia. Além disso, ele foi encarregado de vários serviços diplomáticos, tal como uma missão até Roma, em nome de Gustavo I da Suécia, no intuito de obter a nomeação de seu irmão, Johannes Magnus, para o cargo eclesiástico de Arcebispo de Uppsala. Não obstante, a bem-sucedida Reforma na Suécia forçou-o a exilar-se, juntamente com seu irmão, por continuar defendendo a fé da Igreja Católica.

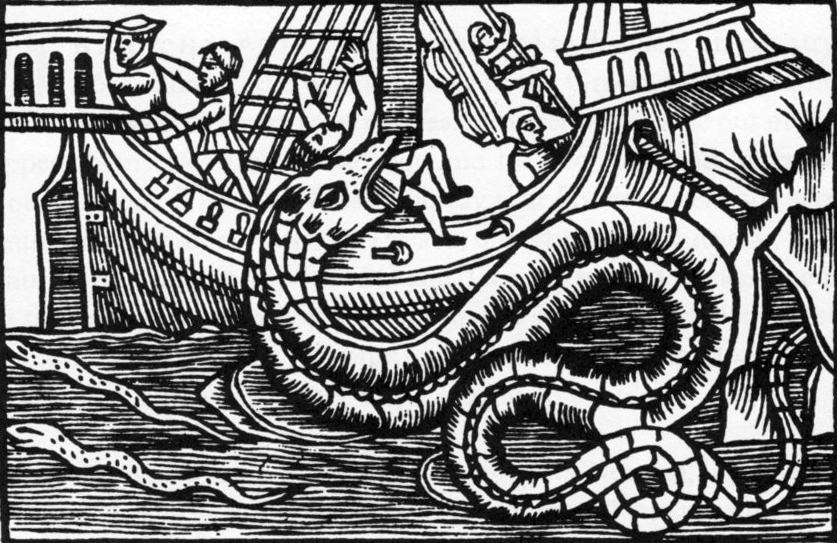
Serpente do mar, ilustração de Historia de gentibus septentrionalibus

Estabelecendo-se em Roma, em 1527, Olaus passa a secretariar seu irmão. Após a morte de Johannes, em 1544, o Papa Paulo III o nomeia seu sucessor como Arcebispo de Uppsala, reconhecidamente nada além de um título, visto que nunca mais retornaria à Suécia. Em 1546, Paulo III o envia para o Concílio de Trento; mais tarde, ele se tornaria cônego de São Lambert, em Liège. O rei Sigismundo I da Polônia ofereceu a Olaus o posto de cônego de Posnânia, mas a maior parte de sua vida, após a morte de seu irmão, aparentemente foi vivida no monastério de Santa Brígida em Roma, onde ele subsistiu através de uma pensão, assinada pelo Papa a seu favor.

## Obras

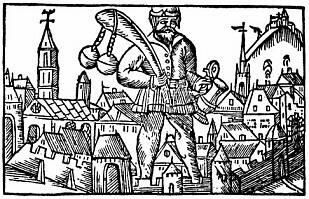
Retrato da cidade de Skänninge, ilustração de Historia de gentibus septentrionalibus

Olaus Magnus é o autor de duas obras notáveis: Charta Marina e Historia de gentibus septentrionalibus.
A famosa Historia de gentibus septentrionalibus (História dos Povos Nórdicos), publicada em 1555 era um trabalho folclórico e histórico que mostrava a importância da Suécia para o resto da Europa. Esse trabalho se tornou popular pelo fato de conter muitos esboços de pessoas e costumes locais, encantando toda a Europa. Foi traduzido para o italiano (1565), alemão (1567), inglês (1658) e neerlandês (1665). Resumos dessa obra foram produzidos também em Antuérpia (1558 e 1562), Paris (1561), Amsterdã (1586), Frankfurt (1618) e Leiden (1652). Continua sendo até hoje um repositório valioso de muitas informações interessantes a respeito dos costumes e folclore escandinavos.

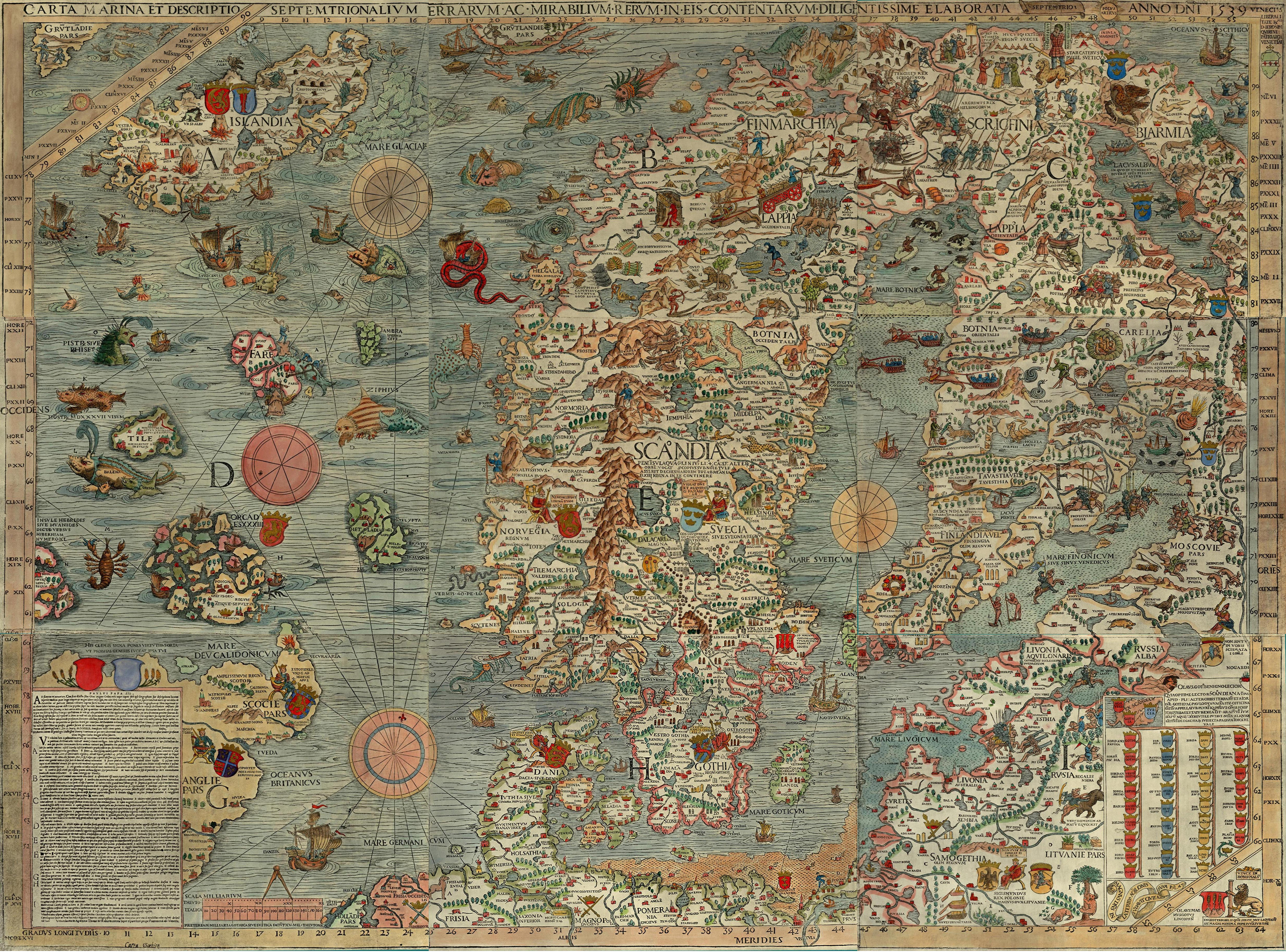
Carta marina

Logo após a morte de seu irmão, Olaus Magnus também publicou vários trabalhos históricos que ele havia escrito. Também terminaria de escrever "Carta marina et Descriptio septemtrionalium terrarum ac mirabilium rerum in eis contentarum, diligentissime elaborata Anno Domini 1539 Veneciis liberalitate Reverendissimi Domini Ieronimi Quirini" (O Livro do Mar e Descrição das Terras Nórdicas e suas Maravilhas, diligentemente desenhado em Veneza no ano de 1539 através da bondosa assistência do Muito Honroso Senhor e Patriarca Hieronymo Quirino [Lynam 1949, 3]).

Esta obra incluía um mapa da Europa Nórdica juntamente com um mapa da Escandinávia, que foi redescoberta no século XIX, e mostrou-se como a representação mais exata destas terras durante aquela época. O mapa é conhecido como Carta marina (Carta Marítima), e consiste em nove blocos que juntos formam um grande mapa, de 125 cm de altura por 170 cm comprimento.